# Eloiza Testolin Rodrigues
Eloiza Testolin Rodrigues (11 de outubro de 1978) é uma ultramaratonista brasileira. Começou a sua vida profissional como técnica em radiologia.

## Participações
- Badwater 135 (julho de 2017), Vale da Morte, Califórnia, 217 km, classificação na categoria: 8.[3]
- Brazil 135 (janeiro de 2017) , Caminho da Fé, Serra da Mantiqueira, São Paulo, 253 km, classificação na categoria: 1.[4]
- DesaFrio Urubici -  Corrida de Montanha (junho de 2013), 52 km, classificação na categoria: 8.[2]
- Ultra Desafio Farroupilha 24 Horas (setembro de 2012), 24 horas, classificação na categoria: 3.[2]
- DesaFrio Urubici -  Corrida de Montanha (junho de 2012), 52 km, classificação na categoria: 3.[2]
- Comrades Marathon - Up Run (maio de 2011), 87 km, classificação na categoria: 942.[2]
- Supermaratona Cidade do Rio Grande (fevereiro de 2006, 50 km, classificação na categoria: 8.[2]